# Makarska International Championships
Il Makarska International Championships è stato un torneo femminile di tennis che si è disputato a Macarsca in Croazia nell'unica edizione del 1998. La superficie usata è la terra rossa.

## Albo d'oro

### Singolare
| Anno | Categoria | Campionessa      | Finalista | Punteggio |
| ---- | --------- | ---------------- | --------- | --------- |
| 1998 | Tier IV   | Květa Hrdličková | Li Fang   | 6–3, 6–1  |

### Doppio
| Anno | Categoria | Campionesse                    | Finaliste                             | Punteggio |
| ---- | --------- | ------------------------------ | ------------------------------------- | --------- |
| 1998 | Tier IV   | Tina Križan Katarina Srebotnik | Karin Kschwendt Evgenija Kulikovskaja | 7–6, 6–1  |